# Stockmanns fjädervinge
Stockmanns fjädervinge (Ptiliolum stockmanni) är en skalbaggsart som beskrevs av Claude Besuchet 1971. Stockmanns fjädervinge ingår i släktet Ptiliolum, och familjen fjädervingar. Enligt den finländska rödlistan är arten akut hotad i Finland. Arten har ej påträffats i Sverige. Artens livsmiljö är naturlundskogar.